# Guillaume Ier de Thouars
Pour les articles homonymes, voir Guillaume Ier.
Guillaume Ier de Thouars, il est né vers 1120 et il meurt en 1151. C'est le fils d'Aimery V et d'Agnès de Poitiers. Petit-fils du duc Guillaume IX, le vicomte Guillaume Ier a reçu un nom de la famille des comtes de Poitiers. Il en est de même de son frère Guy, le nom traditionnel des Thouars, Geoffroy, ayant été relégué en troisième position. 
- 16e vicomte de Thouars : 1139-1151

Il est excommunié à la suite d'un différend avec sa mère Agnès, mais en 1141 il est relevé de cette excommunication et sa mère lui redonne les terres d'Oléron, La Chaize, Argenton le Château, Sainte Hermine et Mareuil en échange d'Airvault. En 1147, Guillaume prit part à la croisade du Roi de France Louis VII. Il était de retour à Thouars en 1149 et il mourut en 1151. Il a été enterré dans l'église Sainte Marie de Fontevraud.
Il avait épousé Aumou de Mareuil (Incertain : on l'appelle aussi Ponce de LUSIGNAN ou Aumurde l'ILE d'YEU), mais ils n'eurent pas d'enfants.